# Andrij Hłuszczenko
Andrij Ołeksandrowycz Hłuszczenko, ukr. Андрій Олександрович Глущенко (ur. 18 marca 1974 w Orichowie, w obwodzie zaporoskim, Ukraińska SRR) – ukraiński piłkarz, grający na pozycji bramkarza, trener piłkarski.

## Kariera piłkarska

### Kariera klubowa
Hłuszczenko pochodzi z miasta Orichiw, gdzie występował w miejscowej amatorskiej drużynie "Orsilmasz". W 1992 podczas kontrolnych meczów z Torpedo Zaporoże młodego bramkarza zauważyli skauci przeciwnika. Tak Hłuszczenko trafił do Torpeda. Początkowo grał w drużynie juniorów, dopiero w 1994 został włączony do kadry pierwszej drużyny i zadebiutował w Ukraińskiej Wyższej Lidze. W latach 1998–2000 bronił barw klubu Zirka-NIBAS Kirowohrad. W 2000 przeszedł do Metałurh Zaporoże, gdzie został kapitanem drużyny. Podczas przerwy zimowej sezonu 2007/08 przeniósł się do Illicziwca Mariupol. Po zakończeniu sezonu 2008/09 zadecydował zakończyć karierę piłkarską, jednak w sezonie 2011/13 był wniesiony do składu pierwszej drużyny, ale nie rozegrał żadnego meczu.

## Kariera trenerska
Po zakończeniu kariery piłkarskiej rozpoczął pracę trenerską. Od czerwca 2009 pomagał szkolić bramkarzy w Metałurhu Zaporoże. W marcu 2011 przeniósł się do sztabu szkoleniowego Czornomorca Odessa. Podczas przerwy zimowej sezonu 2014/15 przeniósł się z głównym trenerem Romanem Hryhorczukiem do azerskiego FK Qəbələ. Po roku powrócił do Czornomorca Odessa.